# Elecciones generales de Belice de 2012
El 7 de marzo de 2012 se celebró una elección general en Belice para elegir a los 31 miembros de la Cámara de Representantes. Dean Barrow y su Partido Demócrata Unido (UDP) obtuvieron la victoria, pero perdieron ocho escaños frente al opositor Partido Unido del Pueblo (PUP), con lo cual el gobierno pasó a tener una estrecha mayoría parlamentaria.
La participación electoral alcanzó el 73,16%.

## Partidos en disputa
El Partido Democrático Unido (UDP) del primer ministro Dean Barrow fue el titular en las elecciones, y su partido tenía 25 escaños en el momento de la disolución. El opositor Partido Unido del Pueblo (PUP), liderado por Francis Fonseca desde finales de 2011, ocupaba los otros escaños de la Cámara de Representantes de Belice. Una coalición no representada de partidos más pequeños se presentó en nueve de las 31 circunscripciones bajo la bandera de la Alianza de Unidad de Belice.

## Conducta
Un grupo de monitoreo de la Organización de los Estados Americanos (OEA) observó la votación. El equipo fue liderado por el ex embajador de Estados Unidos en Honduras, Frank Almaguer; el equipo también estuvo integrado por observadores de Antigua y Barbuda, Argentina, Barbados, Canadá, Chile, Colombia, Estados Unidos, Guyana, Martinica, México y Venezuela. La Misión de Observación Electoral de la Organización de los Estados Americanos (MOE/OEA) estuvo presente en los seis distritos.

## Resultados
El número total de votantes habilitados fue de 178.054, de una población de poco más de 300.000. Hubo un total de 74 candidatos y 320 mesas de votación. Para las elecciones locales simultáneas, 97.979 de los votantes tuvieron la opción de elegir entre 170 candidatos en 168 de las mesas electorales.
| Partido | Partido                        | Votos   | %     | Escaños |
| ------- | ------------------------------ | ------- | ----- | ------- |
|         | Partido Democrático Unido      | 64.976  | 50,37 | 17      |
|         | Partido Unido del Pueblo       | 61.329  | 47,54 | 14      |
|         | Partido Nacional Popular       | 828     | 0,64  | -       |
|         | Independientes                 | 822     | 0,64  |         |
|         | Visión Inspirada por el Pueblo | 382     | 0,30  | -       |
| Total   | Total                          | 128.999 |       | 31      |